# Singkawang

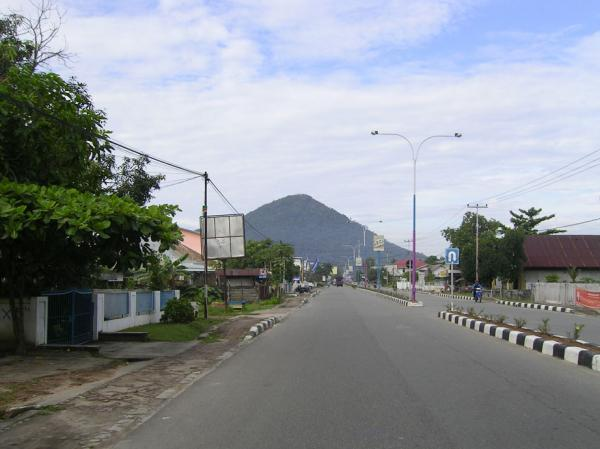
Une rue de Singkawang

Singkawang est une ville de la province de Kalimantan occidental, dans l'île de Bornéo en Indonésie. Elle est située à environ 145 km au nord de Pontianak, la capitale provinciale.
La ville a le statut de kota (ville).
Singkawang est entourée par les monts Pasi, Poteng et Sakok.

## Population
Singkawang a une population d'environ 190 000 habitants, dont près de 45 % sont d'origine chinoise, 29 % malais, 9 % dayak, 10 % madurais et le reste batak, javanais et autres groupes.
Outre l'indonésien/malais, la langue hakka est couramment utilisée par la population, y compris les non-Chinois. Comme les autres groupes parlent leur propre langue, les gens sont souvent trilingues.
L'appartenance religieuse recoupe en gros celle de l'ethnie : les Chinois sont en général bouddhistes ou confucéens, les Dayaks protestants ou catholiques, les Malais musulmans.

## Histoire
Depuis le milieu du XVIIIe siècle, les Chinois dominent le commerce.

### La "République de Lanfang"
À la fin du XVIIIe siècle, des Hakka originaires du Guangdong s'installent dans l'ouest de Bornéo. Les princes locaux avaient besoin de main d'œuvre pour exploiter les mines. Le Panembahan (prince) de Mempawah avait fait venir des Chinois de Brunei. Le sultan de Sambas avait encouragé des Chinois à explorer son territoire. Le pouvoir des princes malais de Bornéo se limitait au littoral. L'intérieur était habité par des populations qu'on appelle aujourd'hui Dayak.
En 1740, il n'y avait que quelques dizaines de Chinois dans la région. Ils sont 20 000 en 1770. Ils s'organisent en kongsi (associations à base clanique) qui se regroupent en une seule organisation en 1776. Low Lan Pak crée sa propre kongsi, qu'il nomme Lang Fan.
Mempawah était en conflit avec le sultanat de Pontianak. Ce dernier fait appel à l'aide de Low Lan Pak, qui attaque et défait Mempawah. Mempawah s'allie aux populations de l'intérieur, contre-attaque mais est de nouveau défait par Low Lan Pak. Celui-ci marche alors sur Singkawang, qui est à son tour défait. Une paix est signée entre les trois puissances.
Low Lan Pak établit alors son propre gouvernement en 1777, prenant lui-même le titre de gouverneur. Il meurt l'année suivante.
Les Hollandais étaient établis à Pontianak. En 1884, ils attaquent Singkawang, qui refusait leur souveraineté. Lan Fang résiste quatre années avant d'être défaite. Ses membres s'enfuient à Medan dans le nord de Sumatra. De là, certains se rendent ensuite à Kuala Lumpur en Malaisie et à Singapour.